# مكعب فائق

إسقاط للمكعب الفائق (في صورة ثنائية الأبعاد).

في الهندسة ، المكعب الفائق هو مماثل نوني الأبعاد للمربع (لما n = 2) والمكعب (لما n = 3). وهو شكل مغلق مدمج محدب يتكون هيكله [الإنجليزية] من المرتبة 1 من زُمر من القطع المستقيمة المتوازية المتقابلة والمحاذية في كل بعد من أبعاد الفضاء، والمتعامدة مع بعضها البعض، ولها نفس الطول. أطول قطر للمكعب الفائق الوحدوي النوني (n) الأبعاد يساوي {\displaystyle {\sqrt {n}}}.
المكعب الفائق الوحدوي هو مكعب فائق يبلغ طول ضلعه 1. في كثير من الأحيان، المكعب الفائق الذي تكون زواياه (أو رؤوسه) 2n نقطة في Rn مع كل إحداثي يساوي 0 أو 1 يسمى المكعب الفائق الوحدوي.